# Eunuchen für das Himmelreich
Eunuchen für das Himmelreich ist ein 1988 erschienenes Buch der Theologin Uta Ranke-Heinemann über die Sexualmoral der römisch-katholischen Kirche. Das  Buch belegte auf der Liste der Jahres-Bestseller 1989 des Magazins Der Spiegel bei den Sachbüchern Platz 2 mit 300.000 Exemplaren bis Ende 1990.

## Titel
Der Titel des Buches leitet sich von einem Vers im Matthäusevangelium (Mt 19,12 ) ab: Denn es ist so: Manche sind von Geburt an zur Ehe unfähig, manche sind von den Menschen dazu gemacht und manche haben sich selbst dazu gemacht – um des Himmelreiches willen. Der griechische Originaltext nennt die zur Ehe Unfähigen εὐνοῦχοι (Eunuchen).

## Inhalt
Die Autorin kritisiert unter anderem die kirchliche Lehre zum Umgang mit Verhütungsmitteln. Auch dass die dauernde Unfähigkeit zum Beischlaf nach der Lehre der katholischen Kirche zu den Ehehindernissen göttlichen Rechts gehört, wird von der Autorin kritisiert, wie auch die Haltung der katholischen Kirche gegenüber praktizierter Homosexualität (vgl. Homosexualität und römisch-katholische Kirche). Die katholische Kirche sei nach Aussage der Autorin weiterhin lustfeindlich und zu einem „Schrumpfchristentum“ degeneriert. Der Einsatz für ungeborenes Leben sei unverhältnismäßig.

## Ausgaben
- Eunuchen für das Himmelreich. Katholische Kirche und Sexualität. Hoffmann und Campe, Hamburg 1988.
  - erweiterte Taschenbuch-Neuausgabe: Heyne, München 2003, ISBN 3-453-16505-5.
  - erweiterte und aktualisierte Neuausgabe: Eunuchen für das Himmelreich. Katholische Kirche und Sexualität von Jesus bis Benedikt XVI. Heyne, München 2012, ISBN 978-3-453-16505-2.